# Nikolina Jelić
Nikolina Jelić (* 9. September 1991 in Zagreb, SFR Jugoslawien) ist eine kroatische Volleyballspielerin.

## Karriere
Jelić spielte bis 2012 in ihrer Heimat bei HAOK Mladost Zagreb. 2012 wechselte sie in die deutsche Bundesliga, wo sie bis 2014 für den SC Potsdam und  2014/15 für die VolleyStars Thüringen spielte. Anschließend ging Jelić nach Polen zu KS Developres Rzeszów. Seit 2013 spielt Jelić auch in der kroatischen Nationalmannschaft.